# Erik Thommy
Erik Thommy (Ulm, 1994. augusztus 20. –) német labdarúgó, az amerikai Sporting Kansas City középpályása és csapatkapitánya.